# Echinomuricea tenuis
Echinomuricea tenuis är en korallart som beskrevs av Thomson och Simpson. Echinomuricea tenuis ingår i släktet Echinomuricea och familjen Plexauridae. Inga underarter finns listade i Catalogue of Life.